# Saison 3 de Man Seeking Woman
Chronologie
Saison 2
Cet article présente le guide des épisodes de la troisième et dernière saison de la série télévisée américaine Man Seeking Woman.

## Distribution

### Acteurs principaux
- Jay Baruchel : Josh Greenberg
- Eric André : Mike, ami de Josh
- Britt Lower : Liz Greenberg, grande sœur de Josh

### Acteurs récurrents
- Robin Duke : Patti, mère de Josh
- Miles Fisher : Graham, petit-ami de Maggie
- Mark McKinney : Tom: beau-père de Josh

## Épisodes

### Épisode 1: Titre français inconnu (Futon)
- États-Unis /  Canada : 4 janvier 2017 sur FXX[1] / FXX Canada

- États-Unis : 239 000 téléspectateurs[2] (première diffusion)

### Épisode 2: Titre français inconnu (Ranch)
- États-Unis /  Canada : 11 janvier 2017 sur FXX / FXX Canada

- États-Unis : 230 000 téléspectateurs[3] (première diffusion)

### Épisode 3: Titre français inconnu (Horse)
- États-Unis /  Canada : 18 janvier 2017 sur FXX / FXX Canada

- États-Unis : 195 000 téléspectateurs[4] (première diffusion)

### Épisode 4: Titre français inconnu (Popcorn)
- États-Unis /  Canada : 25 janvier 2017 sur FXX / FXX Canada

- États-Unis : 202 000 téléspectateurs[5] (première diffusion)

### Épisode 5: Titre français inconnu (Shrimp)
- États-Unis /  Canada : 1er février 2017 sur FXX / FXX Canada

- États-Unis : 192 000 téléspectateurs[6] (première diffusion)

### Épisode 6: Titre français inconnu (Pad Thai)
- États-Unis /  Canada : 8 février 2017 sur FXX / FXX Canada

- États-Unis : 193 000 téléspectateurs[7] (première diffusion)

### Épisode 7: Titre français inconnu (Bagel)
- États-Unis /  Canada : 15 février 2017 sur FXX / FXX Canada

- États-Unis : 161 000 téléspectateurs[8] (première diffusion)

### Épisode 8: Titre français inconnu (Dolphin)
- États-Unis /  Canada : 22 février 2017 sur FXX / FXX Canada

- États-Unis : 241 000 téléspectateurs[9] (première diffusion)

### Épisode 9: Titre français inconnu (Cake)
- États-Unis /  Canada : 1er mars 2017 sur FXX / FXX Canada

- États-Unis : 198 000 téléspectateurs[10] (première diffusion)

### Épisode 10: Titre français inconnu (Blood)
- États-Unis /  Canada : 8 mars 2017 sur FXX / FXX Canada

- États-Unis : 241 000 téléspectateurs[11] (première diffusion)